# Muzeum Schwarzenberského plavebního kanálu
Muzeum Schwarzenberského plavebního kanálu je výstavní objekt v jihočeské obci Chvalšiny v okrese Český Krumlov s expozicí představující historii Schwarzenberského plavebního kanálu, který vybudoval místní rodák, zeměměřič Josef Rosenauer. Vedle toho jsou návštěvníci muzea během prohlídky seznámeni i s Rosenauerovým životem, ale také se zdejší přírodou a způsoby místních lidí.
Finanční podporou na zřízení muzea přispěla na přelomu let 1999/2000 také Evropská unie ze svého fondu Phare, z něhož věnovala částku ve výši 288 970 eur.